# Internet Explorer 9
Windows Internet Explorer 9 (forkortet IE9) er en webbrowser frigivet af Microsoft den 14. marts 2011. Microsoft har udgivet Internet Explorer 9 som en vigtig out-of-band version, der ikke er bundet til frigivelse tidsplan for en bestemt version af Windows, i modsætning til tidligere versioner. Systemkravene for Internet Explorer 9 er Windows 7, Windows Server 2008 R2, Windows Vista Service Pack 2 eller Windows Server 2008 SP2 med Platform Update. Windows XP og tidligere understøttes ikke. Internet Explorer 9 understøttes på Windows Vista, Internet Explorer 10 vil kun blive understøttet på Windows 7 og nyere.